# Діана Рінго
Діана Рінго (нар. 8 березня 1992) — фінська кінорежисерка, композиторка та візуальна художниця. Її режисерський дебют — похмура повнометражна драма «КАРАнтин» (2021), яка увійшла до шорт-листа Золотого глобуса 2022 року як іноземна заявка. Вона також була композиторкою фільму, написавши для нього 26 оригінальних треків.
У листопаді 2022 року оголошено, що її повнометражний фільм за романом-антиутопією Джорджа Орвелла «1984» вийде в прокат у 2023 році. Її фільм «1984» вийшов на екрани 15 листопада 2023 року.
Її музика до фільму Million Loves in Me Семпсона Юена отримала нагороду за найкращий оригінальний саундтрек на премії LAFA Awards у 2020 році Вона також написала музику до короткометражного фільму коледжу Санта-Моніки Hinge Лізи Мейо у 2019 році.
Діана народилася в родині фінського дослідника Рейо Мононена та російсько-фінської художниці Олени Рінго. Її прадіди — винахідник Йозеф Рінго та математик Сергій Нікольський. Діана виросла в Гельсінкі, з раннього дитинства цікавилася музикою. У віці п'яти років піаніст Дмитро Соловйов виявив, що Діана має ідеальний слух. Вона почала навчатися гри на фортепіано, і Соловйов став її першим вчителем музики.
Вона навчалася гри на фортепіано в таких відомих піаністів як Янне Мертанен, Рісто Лауріала. Відвідувала майстер-класи голлівудського композитора Лало Шифріна, режисерів Пола Верховена та Девіда Лінча.
Діана Рінго — класично освічена піаністка. Її оригінальні композиції поєднують класичні та романтичні впливи з сучасною електронікою та синтезаторами. Її улюблені класичні композитори — Бах, Бетховен і Шопен. Серед композиторів, чия творчість вплинула на Діану Рінго, — Енніо Морріконе, Дмитро Шостакович, Мішель Легран, Джорджо Мородер і Лало Шифрін.
У 2020 році Діана Рінго стала першою фінською жінкою, яка позувала для журналу Playboy.
Як візуальна художниця і живописець, Діана працює з олією, гуашшю, цифровими техніками, колажем і змішаними медіа.

## Фільмографія
- КАРАнтин (2021)
- 1984 (2023)

## Нагороди
- Найкраща музика — «Hinge» (Віденський фестиваль незалежного кіно 2019)[18]
- Найкраща музика — Million Loves in Me (Лос-Анджелеський кінофестиваль 2020)[9]
- Найкраща музика — «Million Loves in Me» (WICA Лос-Анджелес, 2021)[19]
- Найкращі візуальні ефекти або дизайн — «КАРАнтин» (ES Europe International Film Festival 2021)[20]